# Sandby, Simrishamns kommun
Sandby  är en småort i Borrby socken i Simrishamns kommun. Orten, som till stor del består av sommarstugor, har strandläge och ligger mellan Örnahusen och Mälarhusen. Småorten omfattar bara en del av bebyggelsen i Sandby och den är av SCB namnsatt till Sandby (östra delen).